# Michel Jourdain Jr.
Michel Jourdain Lascurain (Cidade do México, 2 de setembro de 1976), conhecido apenas por Michel Jourdain Jr., é um automobilista mexicano, conhecido por ter disputado 9 temporadas da CART/Champ Car entre 1996 e 2004.

## Carreira

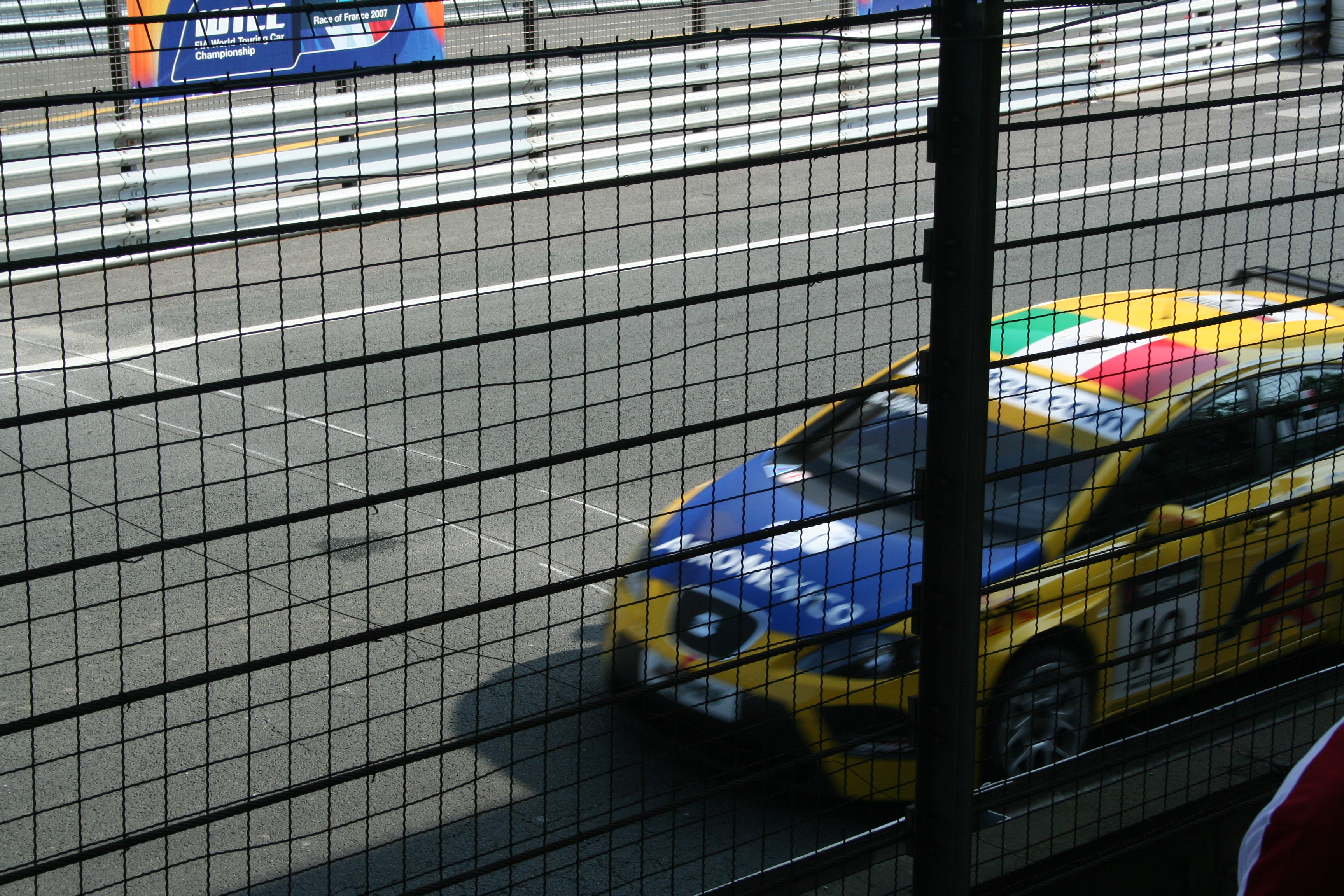
Carro de Michel Jordain Jr. no WTCC em 2007.

Filho de um ex-piloto homônimo e sobrinho de Bernard Jourdain (que chegaram a correr na CART na década de 1980), iniciou sua carreira aos 12 anos na Fórmula Júnior mexicana, tendo competido ainda nas fórmulas K e 3 de seu país.
Em 1996, aos 19 anos, Jourdain disputou sua primeira corrida na recém-criada Indy Racing League (atual IndyCar Series), a Dura Lube 200, pela equipe Scandia, além de participar das 500 Milhas de Indianápolis. Ele ainda chegou a correr 6 provas da CART pela Dick Simon, substituindo o compatriota Carlos Guerrero. Aos 19 anos de idade, sua melhor posição de chegada foi um 16º no GP de Vancouver. Pela temporada 1996–97 da IRL, disputou o GP de Las Vegas pela Scandia, onde chegou em segundo lugar (único pódio na categoria).
Para 1997, assinou contrato com a Payton-Coyne (atual Dale Coyne Racing), trazendo o patrocínio da rede de supermercados Herdez. Em sua primeira temporada completa na CART, o melhor resultado de Jourdain foi um 12º lugar obtido em Portland, marcando seu primeiro ponto na categoria e encerrou o campeonato em 29º. Nas outras 2 temporadas com a equipe, as melhores posições de chegada foram um 10º lugar em Vancouver (primeiro top-10 de Jourdain na CART) e um 7º em Elkhart Lake.
Em 2000, poucos meses após a morte de Walter Payton, um dos sócios da Payton-Coyne, Jourdain não permanece na equipe e assina com a Bettenhausen Racing, novamente levando seus patrocínios. Um 8º lugar em Detroit e um 7º em Surfers Paradise foram os melhores resultados do mexicano na temporada, ficando em 22º na classificação final. No ano seguinte, Jourdain consegue seu primeiro pódio na CART ao chegar em 3º na etapa de Michigan.
Contratado pela Team Rahal para substituir Kenny Bräck, que foi para a Chip Ganassi, Jourdain ficou 5 vezes entre os 5 primeiros colocados, desempenho que rendeu ao mexicano a décima posição no campeonato de pilotos, com 105 pontos. Na temporada seguinte, a melhor de sua carreira na categoria, obteve suas 2 únicas vitórias, em Milwaukee e Montreal, além de sua única pole-position, conquistada em Long Beach. Com outros bons resultados, Jourdain fechou o campeonato em terceiro, com 195 pontos ganhos. A trajetória do mexicano na categoria (renomeada Champ Car) encerrou-se em 2004, pela equipe RuSPORT, onde não repetiu o desempenho de 2003, ficando em 12º lugar.
Passou ainda pela NASCAR Nationwide Series, A1 Grand Prix, WTCC, NASCAR, além de ter competido competir em ralis com um Mitsubishi Lancer Evo IX entre 2010 e 2011, com desempenhos pouco expressivos.
Michel Jourdain Jr. voltaria à IndyCar em 2012, pela Rahal Letterman Lanigan, apenas para as 500 Milhas de Indianápolis. Pilotando um Dallara DW12 inscrito com o #30, classificou-se em 22º lugar e encerrou a prova em 19º. Inscreveu-se para a edição seguinte pela mesma equipe, agora com o #17, mas não repetiu o desempenho e acabou eliminado no bump-day, após disputa contra Katherine Legge (Schmidt-Peterson) e Buddy Lazier (Lazier Partners), passando a dedicar-se ao automobilismo de seu país até 2023.

## Resultados

### CART/Champ Car
| Ano  | Equipe              | 1      | 2      | 3       | 4      | 5      | 6      | 7      | 8       | 9      | 10     | 11     | 12     | 13     | 14     | 15     | 16     | 17     | 18     | 19     | 20     | Posição | Pontos | Ref.   |
| ---- | ------------------- | ------ | ------ | ------- | ------ | ------ | ------ | ------ | ------- | ------ | ------ | ------ | ------ | ------ | ------ | ------ | ------ | ------ | ------ | ------ | ------ | ------- | ------ | ------ |
| 1996 | Dick Simon Racing   | MIA    | RIO    | SRF     | LBH 23 | NZR    | 500    | MIL 23 | DET DNS | POR 22 | CLE    | TOR    | MIC 11 | MDO    | ROA    | VAN 16 | LAG 26 |        |        |        |        | 37°     | 0      | [ 8 ]  |
| 1997 | Payton-Coyne Racing | MIA 18 | SRF 18 | LBH 17  | NAZ 20 | RIO 17 | GAT 16 | MIL 27 | DET 22  | POR 12 | CLE 18 | TOR 13 | MCH 13 | MDO 18 | ROA 20 | VAN 21 | LAG 22 | FON 18 |        |        |        | 29°     | 1      | [ 9 ]  |
| 1998 | Payton-Coyne Racing | MIA 28 | MOT 22 | LBH 27  | NAZ 12 | RIO 24 | GAT 17 | MIL 15 | DET 13  | POR 19 | CLE 26 | TOR 18 | MCH 18 | MDO 28 | ROA 14 | VAN 10 | LAG 24 | HOU 25 | SRF 26 | FON 12 |        | 24°     | 5      | [ 10 ] |
| 1999 | Payton Coyne Racing | MIA 18 | MOT 18 | LBH 18  | NAZ 16 | RIO 16 | GAT 20 | MIL 16 | POR 20  | CLE 27 | ROA 7  | TOR 21 | MCH 21 | DET 21 | MDO 26 | CHI 18 | VAN 17 | LAG 20 | HOU 18 | SRF 12 | FON 13 | 25°     | 7      | [ 11 ] |
| 2000 | Bettenhausen Racing | MIA 14 | LBH 11 | RIO 15  | MOT 12 | NAZ 18 | MIL 18 | DET 8  | POR 23  | CLE 22 | TOR 19 | MCH 15 | CHI 11 | MDO 15 | ROA 18 | VAN 23 | LAG 24 | GAT 16 | HOU 18 | SRF 7  | FON 11 | 22°     | 18     | [ 12 ] |
| 2001 | Bettenhausen Racing | MTY 17 | LBH 13 | NAZ 13  | MOT 11 | MIL 13 | DET 25 | POR 15 | CLE 25  | TOR 16 | MCH 3  | CHI 23 | MDO 17 | ROA 17 | VAN 6  | LAU 17 | ROC 19 | HOU 25 | LAG 23 | SRF 7  | FON 16 | 20°     | 30     | [ 13 ] |
| 2002 | Team Rahal          | MTY 4  | LBH 4  | MOT 5   | MIL 5  | LAG 9  | POR 6  | CHI 10 | TOR 12  | CLE 9  | VAN 4  | MDO 11 | ROA 9  | MTL 6  | DEN 9  | ROC 11 | MIA 6  | SRF 10 | FON 13 | MXC 13 |        | 10°     | 105    | [ 14 ] |
| 2003 | Team Rahal          | STP 2  | MTY 2  | LBH 15* | BRH 6  | LAU 3  | MIL 1* | LAG 4  | POR 12  | CLE 7  | TOR 2  | VAN 4  | ROA 16 | MDO 4  | MTL 1  | DEN 6  | MIA 7  | MXC 4  | SRF 4  |        |        | 3°      | 195    | [ 15 ] |
| 2004 | RuSPORT             | LBH 11 | MTY 11 | MIL 3   | POR 14 | CLE 15 | TOR 15 | VAN 2  | ROA 9   | DEN 14 | MTL 6  | LAG 4  | LSV 11 | SRF 17 | MXC 9  |        |        |        |        |        |        | 12°     | 185^   | [ 16 ] |

- * Novo sistema de pontuação introduzido em 2004.

### IndyCar Series
| Ano       | Equipe                         | Chassis      | No. | Motor   | 1   | 2      | 3       | 4   | 5        | 6   | 7    | 8   | 9   | 10  | 11  | 12  | 13  | 14  | 15  | 16  | 17  | 18  | 19  | Pos. | Pontos | Ref.   |
| --------- | ------------------------------ | ------------ | --- | ------- | --- | ------ | ------- | --- | -------- | --- | ---- | --- | --- | --- | --- | --- | --- | --- | --- | --- | --- | --- | --- | ---- | ------ | ------ |
| 1996      | Team Scandia                   | Lola T95/00  | 22  | Ford XB | WDW | PHX 20 | INDY 13 |     |          |     |      |     |     |     |     |     |     |     |     |     |     |     |     | 20°  | 74     | [ 17 ] |
| 1996–1997 | Team Scandia                   | Lola T94/00  | 22  | Ford XB | NHM | LVS 2  | NHA     | PHX | INDY     | TXS | PPIR | CLT | NHM | LVS |     |     |     |     |     |     |     |     |     | 36°  | 33     | [ 18 ] |
| 2012      | Rahal Letterman Lanigan Racing | Dallara DW12 | 30  | Honda   | STP | ALA    | LBH     | SAO | INDY 19  | DET | TXS  | MIL | IOW | TOR | EDM | MDO | SNM | BAL | FON |     |     |     |     | 32°  | 16     | [ 19 ] |
| 2013      | Rahal Letterman Lanigan Racing | Dallara DW12 | 17  | Honda   | STP | ALA    | LBH     | SAO | INDY DNQ | DET | DET  | TXS | MIL | IOW | POC | TOR | TOR | MDO | SNM | BAL | HOU | HOU | FON | NC   | 0      | [ 20 ] |